# دامیان چرس
دامیان چرس (انگلیسی: Damián Cáceres؛ زادهٔ ۳۱ مهٔ ۲۰۰۳) بازیکن فوتبال است.